# Nectaplum

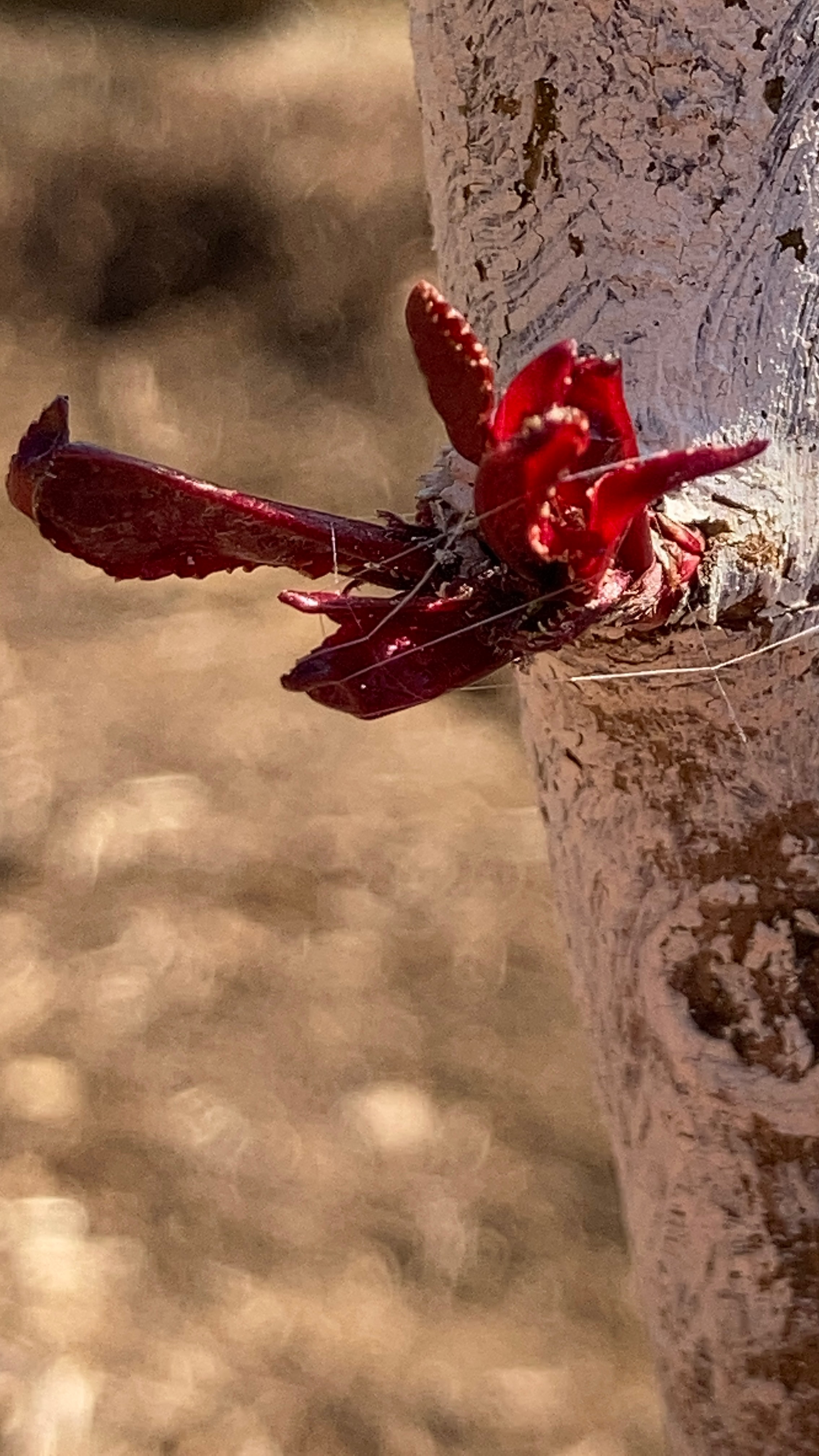
Nouvelle pousse de nectaplum montrant ses feuilles violettes caractéristiques

Une nectaplum est une marque pour les variétés hybride de nectarines et de prunes développé par Floyd Zaiger. Les traits de nectarine et de prune sont facilement détectables. Il pousse d'un arbre décoratif, ce qui le rend populaire pour le jardinage à domicile, mais n'est pas important dans le marché commercial.
Le fruit a une peau lisse qui ressemble à celle d' une nectarine. les nectaplums sont connues pour leur goût sucré, dû à une teneur très élevée en sucre, et leur saveur intense.

## Variétés
Il existe actuellement une seule variété commercialisée de ce type de fruit.
- Spice Zee - Légèrement acide, chargée de sucre. Sa chair est blanche, rouge et grise. Les récoltes se font du milieu à la fin de juillet[1],[2].